# Bérengère de Barcelone
Pour les articles homonymes, voir Bérengère de Castille.
Bérengère de Barcelone (Barcelone, 1108 - Palencia, 1149) devint reine consort de León, de Castille (1126-1149) et de Galice par son mariage avec le roi Alphonse VII de Castille.
Elle était la fille de Raimond-Bérenger III de Barcelone (1082–1131) et de son épouse Douce de Gévaudan, comtesse de Provence (vers 1090–1129).
S'étant enfermée dans Tolède en 1139, pour défendre cette ville contre les Maures, elle parut sur les remparts pendant le siège et traita de lâches des hommes qui venaient ainsi attaquer des femmes, tandis que la gloire les appelait sous les murs d'Oréja, ville dont le roi de Castille, son époux, faisait alors le siège en personne. Les chevaliers maures, par un esprit de galanterie qui donne une idée des mœurs de ce temps là, ordonnèrent la retraite, et l'armée défila devant la reine en célébrant sa vertu et sa beauté.
À Saldaña, elle épousa  Alphonse VII, roi de León et Castille, en 1128.
Ses enfants étaient :
1. Sanche III de Castille (1134–1158) ;
2. Ferdinand II de León (1137–1188) ;
3. Sancha de Castille (1137–1179), épouse de Sanche VI de Navarre ;
4. Constance (v. 1136–1160), épouse de Louis VII de France.

Elle est enterrée dans la cathédrale de Saint-Jacques-de-Compostelle.

## Sources
Cet article comprend des extraits du Dictionnaire Bouillet. Il est possible de supprimer cette indication, si le texte reflète le savoir actuel sur ce thème, si les sources sont citées, s'il satisfait aux exigences linguistiques actuelles et s'il ne contient pas de propos qui vont à l'encontre des règles de neutralité de Wikipédia.
- Genealogy.Euweb.cz .
- FMG et  Berengere de Barcelone.